# Герберт Бартельс
Герберт Карл Герман Бартельс (нім. Herbert Karl Hermann Bartels; 15 серпня 1917, Фулендорф — 1 липня 2009, Ландау) — німецький офіцер зенітної артилерії, гауптман люфтваффе вермахту (1945) і бундесверу. Кавалер Лицарського хреста Залізного хреста.

## Біографія
Після піврічного стажування в лавах Імперської служби праці 1 вересня 1937 року призваний в армію і призначений каноніром 2-ї (важкої) батареї 31-го (з листопада 1938 року — 61-го) зенітного полку (Вісмар). 1 лютого 1940 року і переведений в 1-шу батарею 37-го зенітного полку. З 21 червня 1941 року — офіцер з бойової підготовки в штабі 1-го дивізіону свого полку. У квітні-червні 1942 року відряджений в 6-те авіаційне училище в Бренау (біля Берліна). З червня 1942 року — командир 4-ї (легкої) батареї 37-го зенітного полку. Учасник Сталінградської битви, був тяжко поранений і в січні-лютому 1943 року перебував на лікуванні в шпиталі. Потім очолив 3-ю батарею 293-го резервного зенітного дивізіону (пізніше 293-го важкого зенітного дивізіону). 10 травня 1944 року під час боїв під Севастополем був тяжко поранений та евакуйований в Німеччину. З квітня 1945 року — командував 2-ю (важкою) батареєю 42-го моторизованого зенітного полку, який діяв спільно з 17-ю моторизованою дивізією СС «Гец фон Берліхінген». В травні 1945 року здався американським військам. 20 серпня 1945 року звільнений. 12 вересня 1956 року вступив у бундесвер, командував різними зенітними частинами. 30 вересня 1972 року вийшов у відставку.

## Нагороди
- Залізний хрест
  - 2-го класу (29 травня 1940)
  - 1-го класу (15 жовтня 1940)
- Нагрудний знак люфтваффе «За наземний бій»
- Лицарський хрест Залізного хреста (22 листопада 1943) — за заслуги у боях в Криму і на Кубані.
- Нагрудний знак «За поранення» в сріблі (28 липня 1944)
- Кримський щит (1944)
- Німецький хрест в золоті (20 березня 1945)